# Sínodo de Ráth Breasail

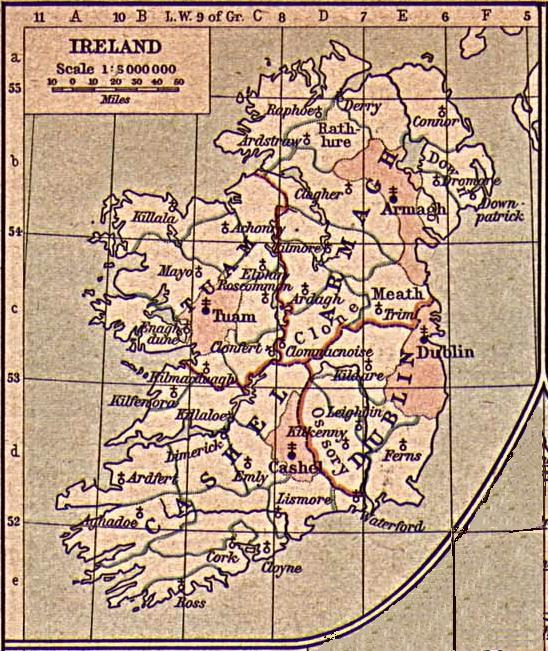
Mapa de diócesis de Irlanda medieval.

El Sínodo de Ráth Breasail (también conocido como Rathbreasail) (irlandés: Sionad Ráth Bhreasail) fue un concilio de la iglesia nacional de Irlanda qué tuvo lugar en 1111. Marcó la transición de la iglesia irlandesa de un modelo monástico a uno diocesano y basado en parroquias. Las fronteras de muchas de las actuales diócesis irlandesas fueron establecidas a partir de decisiones tomadas en el sínodo.

## Contexto
Los ataques Vikingos en Irlanda habían comenzado a principios del siglo IX, y su efecto sobre la iglesia irlandesa fue devastador. Estas disrupciones, junto con las imposiciones seculares de los invasores, ocasionaron una disminución en la observancia religiosa cristiana y los estándares morales establecidos por Patricio y otros misioneros. La apatía hacia las virtudes cristianas aumentó, y hacia el siglo XI algunas partes de Irlanda incluso había regresado al paganismo.
Gradualmente, a medida que las incursiones nórdicas se hicieron menos frecuentes, se produjo un resurgir del conocimiento, lo que preparó el camino para las reformas religiosas del siglo XII.

## Historia
Fue el segundo de los cuatro grandes sínodos reformistas irlandeses, siendo los otros tres los de Cashel (1101 y 1172), y Kells-Mellifont (1152). Rathbreasail está cerca de Mountrath, Condado de Laois, un sitio apropiado para una reunión de tal importancia, aunque la ubicación del Sínodo no es del todo segura y se han sugerido como alternativa varios emplazamientos en los condados de Armagh, Laois, Tipperary y Cork. Ó Murchada (1999) argumenta a favor de una ubicación cerca del townland de Clonbrassil aproximadamente a 4 millas al suroeste de Templemore, Tipperary en la actual parroquia de Drom & Inch.
El sínodo fue convocado por el legado apostólico, Gille, Obispo de Limerick. Gille no es mencionado en los Anales irlandeses, posiblemente porque Limerick era entonces un ciudad Hiberno-nórdica. Su propósito era romanizar la Iglesia irlandesa, y, en particular, el establecimiento de un episcopado diocesano.
Al sínodo asistieron no menos de cincuenta obispos, trescientos sacerdotes y tres mil laicos, incluyendo al Rey Muirchertach Ua Briain. No participaron representantes de las provincias de Connaught y Leinster, en las que el movimiento de Reforma aún no se había establecido. Las deliberaciones del Sínodo fueron promovidas por la Reforma gregoriana y guiada por los poderes relativamente nuevos del Papado definidos en Dictatus papae (1075–87) y Libertas ecclesiae (1079).
El Concilio estableció dos provincias: Armagh y Cashel. Cada provincia constaba de doce diócesis territoriales. No obstante, las fronteras de las diócesis estaban definidas solo vagamente. El sínodo también convirtió la Sede de Waterford en sufragánea del Arzobispo de Cashel, cuando hasta entonces había sido una ciudad danesa súbdito de Canterbury.

## Las diócesis establecidas
El Sínodo estableció las siguientes 24 diócesis:
- Armagh
- Cashel
- Ardagh: Este de Connacht
- Ardstraw: Territorio de los Cenél nEógain (excluyendo Inishowen)
- Clogher: Cercano al de Reino de Uí Chremthainn
- Clonard: West Meath †
- Clonfert: Territorio de Uí Maine
- Connor: Territorio de Dál nAraidi
- Cong se nombra como una de las cinco diócesis para Connacht, pero no queda constancia del nombre de ningún obispo.
- Cork
- Down: Territorio de Dál Fiatach
- Duleek: East Meath - En el Sínodo de Uisneach, convenido por el abad de Clonmacnoise en 1111, la Sede de Duleek fue suprimida. West Meath fue asignada a una Diócesis nueva en Clonmacnoise y East Meath a Clonard. Parece, sin embargo, que varios obispos de Obispos de Duleek fueron nombrados antes de 1160.
- Elphin: East Connacht
- Emly
- Ferns o Loch Garman (Puerto de Wexford)
- Glendalough
- Kildare
- Kilkenny (Posteriormente rebautizada como Ossory): Territorio de Osraige
- Killala: Territorio de Uí Fiachrach Muaidhe
- Killaloe: Territorio de Uí Fiachrach Aidhne
- Leighlin: Uno de las cinco diócesis de Leinster
- Limerick
- Raphoe: Tír Conaill e Inis Eogain
- Ratass: Territorios de Ciarraighe, Corco Duibne y Eóganacht Locha Léin (trasladada a Ardfert en 1117)
- Tuam: Uno de las cinco diócesis de Connacht
- Diócesis de Waterford: ya en existencia, pero dependiente de la Archidiócesis de Canterbury antes de 1111

La Diócesis de Dublín reconoció la jurisdicción de Canterbury hasta 1096, pero no fue incluida en la lista de diócesis en el sínodo. No fue incorporada al sistema de diócesis irlandesas hasta el Sínodo de Kells en 1152.